# Carabus morbillosus
L'escarabat poller (Carabus morbillosus) és un escarabat de la família dels caràbids.

## Descripció
Carabus morbillosus arriba a 30 mil·limetres (1.2 in) de llargada. Aquests escarabats solen tenir un color verd bronze metàl·lic brillant o porpra, de vegades fins i tot blau. S'alimenten de caragols i petits insectes.

## Distribució
Aquesta espècie es troba a França, Itàlia, Malta, Espanya i al nord d'Àfrica (Algèria, Líbia, Marroc, Tunísia).

## Subespècies
- Carabus morbillosus alternans Palliardi, 1825
- Carabus morbillosus constantinus Kraatz, 1899
- Carabus morbillosus cychrisans Lapouge, 1899
- Carabus morbillosus macilentus Vacher de Lapouge, 1899
- Carabus morbillosus maroccanus Bedel, 1895
- Carabus morbillosus morbillosus Fabricius, 1792